# Gwanggaeto den Store
Gwanggaeto den Store af Goguryeo (koreansk hanja: 廣開土王; hangeul: 광개토왕; revideret romanisering: Gwanggaeto-wang; 374-413, regerede 391–413), personlig navn Go Damdeok (高談德; 고담덕) eller Go An (高安; 고안), posthumt navn Gukgangsang-Gwanggaetogyeong-Pyeongan-Hotaewang (國岡上廣開土境平安好太王; 국강상광개토경평안호태왕; "Den største konge som vidt udvidede landområderne og er gravlagt i Gukgangsang") var den 19. hersker af det koreanske kongedømmet Goguryeo. Hans æranavn var Yeongnak (永樂; 영락), så han bliver af og til omtalt som Yeongnak den store (永樂太王; 영락태왕). Gwanggaeto herskede fra 391 til sin død i 413.
Under Gwanggaeto blev Goguryeo på ny en stormagt i Østasien, som riget også havde været i det 2. århundrede. Da Gwanggaeto døde 39 år gammel i 413, havde riget kontrollen over alt landet mellem floderne Amur og Han - et område som udgør to tredjedele af dagens Korea, det meste af Manchuriet samt dele af Indre Mongoliet og Primorskij kraj.
Dertil kom det koreanske kongedømme Silla sydvest på den Koreanske halvø, som i 399 søgte beskyttelse hos Goguryeo efter flere angreb fra det koreanske kongedømme Baekje. Gwanggaeto erobrede Baekjes hovedstad i nutidens Seoul og gjorde Baekje til vasalstat. Mange anser denne løse forening under Goguryeo for at have været den eneste virkelige samling af de tre koreanske kongedømmer.
Gwanggaetos bragder og erobringer er dokumenterede på Gwanggaetostelen fra 414, som står nær Gwanggaetos gravsted i nutidens Ji'an ved Yalu-floden i det nordøstlige del af Kina, den daværende hovedstad i Goguryeo. Stelen er den største indgraverede stele i verden.
Gwanggaeto er en af to koreanske monarker, som efter sin død har fået betegnelsen "den store" lagt til sit navn. Den anden er Sejong den store.

## Fødsel og baggrund
Goguryeo havde mistet meget af sin tidligere magt og indflydelse, da Gwanggaeto blev født. Lige før fødslen havde Geunchogo af Baekje slået et angreb fra Goguryeo tilbage (slaget om Chiyang) og dræbt Goguryeo-kongen Gogugwon. Sosurim af Goguryeo, som efterfulgte Gogukwon, gennemførte en isolationistisk udenrigspolitik for at genopbygge staten, som var stærkt svækket af Baekjes angreb i 371. Gogukyang, som efterfulgte Sosurim, fortsatte denne politik og fokuserede på genopbygning af hæren.
Baekje var på højden af sin magt efter det vellykkede modangreb på Goguryeo i 371, og var også en af de dominerende magter i Østasien, med en indflydelse som strakte sig ud over Koreahalvøen. Kong Geunchogo erobrede flere kinesiske kystbyer, de vigtigste i Liaoxi og Shandong, for at beholde sin overlegenhed overfor Goguryeo og de ulige kinesiske dynastier, som var blevet etablerede efter flere borgerkrige efter Han-dynastiets fald i 220. Baekje under Geunchogo havde tætte forbindelser med dele af Japan. Goguryeo var derfor efterhånden omringet af mægtige naboer både i syd og vest og forsøgte at undgå konflikter med Baekje, mens man i vest forsøgte at udvikle forbindelser med Xianbei og Rouran for at kunne forsvare sig selv ved en fremtidig invasion.

## Kongemagt
Gwanggaeto efterfulgte sin fader, kong Gogukyang, ved hans død i 391. Lige efter at være blevet kronet til konge af Goguryeo gav Gwanggaeto sig selv titlen "Yeongnak den Store" for at ligestille sig selv med monarkerne i Kina og Baekje. Derefter igangsatte han opbygningen af Goguryeos kavaleri og flådestyrke.
Allerede året efter, i 392 blev de taget i brug i et angreb mod naboen i syd, Baekje. Gwanggaeto ledede personligt angrebet i spidsen for 50.000 kavaleri og erobrede 10 befæstede byer langs kongedømmernes fælles grænse. Angrebet gjorde Baekjes kong Asin rasende, og han gik i gang med at planlægge et modangreb mod Gwanggaeto, hvilket han imidlertid blev tvunget til at opgive efter, at hans styrker blev slåede af Goguryeo i 393. Kong Asin angreb på ny Goguryeo i 394 og blev på ny slået tilbage. Efter flere store tab vaklede staten Baekje, og det kom til politisk uro. Der blev også stillet spørgsmål ved kong Asins lederskab. Baekje tabte en ny kamp mod Goguryeo i 395 og blev tvunget tilbage til en front, som løb langs Han-floden, hvor hovedstaden Wiryeseong lå. Baekje flyttede derfor hovedstaden længere mod syd.
Året efter ledede Gwanggaeto sin store marineflåde i et angreb på Wiryeseong, både fra Han-floden og fra søsiden. Asin ventede et angreb fra land og blev taget til fange uden mulighed for at forsvare sig. Gwanggaetos styrker nedbrændte 58 fæstninger under Baekjes kontrol og overvandt de tilbageværende styrker tilhørende kong Asin. Asin overgav sig til Gwanggaeto og overlod også sin broder til Goguryeo som fange i en aftale, som sikrede, at han selv skulle beholde positionen som konge af Baekje. Gwanggaeto havde endelig fået overtaget mod sin rival i kampen om magten over Koreahalvøen.

## Erobringer i nord
I 395 under felttoget mod Baekje erobrede en Goguryeo-styrke ledet af kongen selv Beili, en lille del af khitan-stammerne bosat centralt i Manchuriet. Eksakt lokalisering er ikke kendt, men det var nær Songhua-floden.
I 400 angreb det kinesiske rige Senere Yan Goguryeo. Gwanggaeto svarede hurtigt og genvandt tabt territorium erobret af Xianbei. I 402 valgte han at angribe Senere Yan, fast bestemt på at beskytte kongedømmet mod yderligere trusler derfra. Samme år slog Gwanggaeto Xienpei og erobrede flere af grænsebefæstningerne. I 404 invaderede han Liaodong og erobrede hele Liaodonghalvøen.
Xianbei så ikke med blide øjne på, at Goguryeo erobrede hans land. I 405 trængte styrker fra Senere Yan over Liao-floden og angreb Goguryeo men blev slået tilbage af Gwanggaeto. Xianbei forsøgte på ny senere samme år, men blev på ny slået tilbage. Gwanggaeto ledede flere angreb på Xianbei såvel som mod khitanerne i det Indre Mongoliet, som han til sidst fik kontrol over. I 408 sendte kongen en fredsdelegat til Murong Yun, som var kejser i Senere Yan/Nordlige Yan for at forhandle en aftale mellem de to stater, fordi Murong Yun havde sine aner i fra Goguryeos kongehus. Goguryeo beholdt kontrollen over Liaoning-regionen indtil Tang-Kina erobrede området som en del af krigen mod Goguryeo iå 600-tallet.
I 410 erobrede Gwanggaeto Dongbuyeo. Erobringen gik let, eftersom Dongbuyeo ikke havde noget at stille op mod den enorme Goguryeo-hær. Efter at have tabt en række kampe, derunder 64 befæstede byer og 1.400 landsbyer, overgav Dongbuyeo sig. Gwanggaeto erobrede også flere mohestammer og Ainustammer længere mod nord.

## Sydøstlige felttog
I 400 bad det andet kongedømme på Koreahalvøen, Silla, Goguryeo om hjælp for at stå imod en alliance mellem Japan og kongedømmet Baekje og føderationen Gaya i sydvest. Kong Gwanggaeto svarede ved at sende 50.000 soldater, som slog tilbage kavaleriangreb fra både Japan og Gaya, og dermed kom både Silla og Gaya under Goguryeo. I 402 returnerede Gwanggaeto Silseong til Silla for at etablere et fredelig forhold til naboen i syd, mens han selv var mest optaget af erobringer i nord. Militære styrker fra Goguryeo blev imidlertid stående i Silla.

## Død og arv
Kong Gwanggaeto døde af en ukendt sygdom i 413, efter at være blevet 39 år gammel. Selv om han var monark i blot 22 år og døde relativt ung af en konge at være, markerer hans erobringer højdepunktet for Koreas historie. Med undtagelse af den 200 år lange periode, som begyndte med hans søn og efterfølger kong Jangsu og det senere kongedømme Balhae, har Korea aldrig regeret over et større geografisk område. Der eksisterer beviser for, at Goguryeo strakte sig længere mod vest i nutidens Mongoliet med grænser til rouranerne og göktürkerne. Gwanggaeto krediteres også for etableringen af æranavn, en symbolsk handling som skulle hæve Goguryeos monarker op på samme niveau som sine kinesiske modparter.
Kong Gwanggaeto er en af to koreanske monarker som i eftertiden har fået titlen "Stor" lagt til sit navn (den anden er kong Sejong den store af Joseon, som grundlagde det koreanske alfabet). Af koreanere anses han som en af de største helte i landets historie og benyttes ofte som symbol på koreansk nationalisme. Kina har indført et program for at indskrive Goguryeos historie som en del af Kinas historie,hvilket er blevet mødt med indignation af koreanere.
Gwanggaetostelen er et syv meter højt monument lavet af Jangsu af Goguryeo i 414. Den blev opdaget i Manchuriet i 1875 af en kinesisk forsker. Stelen giver værdifuld og omfattende information om kongens regeringstid, men har også bidraget til historiske uenigheder. Dette på grund af flere referencer til Japan:
- i 391 krydsede Wa (Japan) søen og overvandt Baekje og Silla og gjorde dem til vasalstater.
- i 399 invaderede en fælles hær af Baekje og Wa kongedømmet Silla. Silla bad Goguryeo om hjælp.
- i 400 udvidede Goguryeo Wa fra Silla til det sydlige Korea.
- i 404 tabte Wa et slag mod Goguryeo i det sydlige Lelang (Sydpyongan).

Historien fra 391 er den mest kontroversielle, teksten på stelen er uklar, men nævner Japans tilstedeværelse i Korea siden 300-tallet, hvilket de fleste koreanske historikere afviser. Historiske kilder fra Baekje og Silla nævner ikke en sådan tilstedeværelse, og mange finder det er underlig, at en stele til minde om en af de store koreanske monarker og hans hædersgerninger skulle nævne japanske erobringer, som ikke er relaterede til Goguryeo eller kong Gwanggaeto. Historikere argumenterer for den store teknologiske afstand mellem Korea og Japan på denne tid. Det ville have været umulig for Japan at skaffe sig vasaller med en overlegen teknologi, som endog lå hinsides et hav. Koreanske forskere mener, at stelen oprindelig blev skadet med overlæg af Den kejserlige hær for at skaffe til veje et bevis for historisk præcedens for Japans kolonisering af Korea. Dette er muligt, eftersom Japan har manipuleret flere historiske dokumenter i 1900-tallet. Koreanske forskere mener, at sætningen rettelig bør tolkes som:
- i 391 krydsede Wa (Japan) søen. Men Goguryeo overvandt Baekje og Wa (Japan) og gjorde dem [Baekje, Silla, Gaya og Wa] til vasalstater.

Spørgsmålet er kontroversielt, og det er umuligt at etablere en konsensus i dette spørgsmål blandt koreanske og japanske forskere. Dette påvirker også et fælles historiebogsprojekt igangsat af Korea, Japan og Kina.

## Moderne arv
Et fantasi-historisk fjernsynsdrama, Taewang Sasingi er sendt i Sydkorea og er baseret på Gwanggaeto den Stores liv. Dramaet blev en stor succes i Sydkorea på grund af den højprofilerede skuespiller Bae Yong-Joon i titelrollen, samt for sine datagenererede landskaber som sammenførte den koreanske legenden med historien. Dramaet blev eksporteret til mange asiatiske lande, men ikke til Kina som forbød serien baseret på de uensartede historiesyn i Kina og Korea.

## Kong Gwanggaetos fulde navn posthumt
- Romaniseret: Gukgangsang-gwanggaetogyeong-pyeongan-hotaewang
- McCune-Reischauer: Kukkangsang-kwanggaet'ogyŏng-p'yŏngan-hot'aewang
- Hangul: 국강상광개토경평안호태왕
- Hanja: 國岡上廣開土境平安好太王